# ۸۷۴ (میلادی)

## رویدادها
- ۲۲ ژوئن: زمین‌لرزه گرگان. در اواخر این سال زمین لرزه‌ای با ویرانگری محلی ۲۰۰۰ تن از سربازانی را که در گرگان پناه گرفته بودند کشت. آسیب چنان شدید بود که بسیاری از گرگانیان به بغداد کوچ کردند.